# Non aprite quella porta 3
Non aprite quella porta 3 è un film del 1990 diretto da Claudio Fragasso con lo pseudonimo di Clyde Anderson.
Conosciuto negli USA con il titolo Night Killer, si tratta di un sequel apocrifo della saga di Leatherface ed è stato girato all'estero con attori americani.

## Trama
Una cittadina americana è sconvolta da uno psicopatico serial killer mascherato che aggredisce e uccide brutalmente splendide donne. Una delle sue vittime è Melanie Beck, una donna molto bella e avvenente di cui è separata con una figlia, che dopo ore di sevizie scampa alla morte grazie all'intervento del suo vicino di casa, Sherman Floyd. La donna viene ricoverata e a causa dello shock ha perso completamente la memoria. Poco tempo dopo fugge dalla clinica per tentare il suicidio; tuttavia, viene fermata da un misterioso uomo mascherato che la sequestra e la sevizia.
Intanto la polizia è alla ricerca di Melanie, unica testimone che potrebbe identificare il serial killer. Il Dr. Willow, collaboratore della polizia e medico curante della donna, ha paura che l'assassino la possa rapire e uccidere. La foto della donna viene resa pubblica sui giornali e l'uomo che ha rapito Melanie decide di fuggire portandosela dietro per non essere catturato. Tuttavia la ragazza viene nuovamente salvata da Sherman, che la riporta nella sua vecchia casa.
Qui si scopre che in realtà è proprio Sherman l'assassino, e la volta precedente aveva inscenato il salvataggio dopo che una confusionale Melanie era riuscita a ferirlo e a liberarsi dal suo aguzzino. Con un colpo di scena, a salvare la ragazza è questa volta l'uomo che l'aveva rapita dopo la sua fuga dall'ospedale, che altro non è che il suo ex marito Axel.

## Curiosità
- Il regista Claudio Fragasso voleva che il film fosse un thriller psicologico teso con poca o nessuna violenza sullo schermo. Il taglio originale del film assomigliava alla sua visione. Tuttavia, i produttori non ne erano contenti, sentendo che il film mancava di violenza e così Bruno Mattei è stato invitato a girare altre scene per aggiungere più violenza al film. Fragasso non amava le scene violente che Bruno Mattei girava e aggiungeva nel film, sentendo che andava contro il tipo di film che voleva fare.
- Claudio Fragasso intendeva sempre che il film si chiamasse "Night Killer". I produttori, tuttavia, ribattezzarono il film "Non aprite quella porta 3" per l'uscita italiana. Fragasso non era contento del cambio di titolo per l'uscita italiana.